# 中国驻赤道几内亚大使列表
本列表为中華人民共和國驻赤道几内亚历任大使名录。

## 历任中国驻赤道几内亚大使

### 中华人民共和国驻赤道几内亚大使（1970年至今）
1968年赤道几内亚独立后，于1970年10月15日与中华人民共和国建交。
| 姓名   | 任命           | 任命           | 到任           | 递交国书       | 免职           | 免职           | 离任           | 外交衔级 | 外交职务     | 备注     |
| 姓名   | 全国人大常委会 | 主席           | 到任           | 递交国书       | 全国人大常委会 | 主席           | 离任           | 外交衔级 | 外交职务     | 备注     |
| ------ | -------------- | -------------- | -------------- | -------------- | -------------- | -------------- | -------------- | -------- | ------------ | -------- |
| 田丁   | 不適用         | 不適用         | 1970年12月12日 | 1970年12月14日 | 不適用         | 不適用         | 1971年3月14日  | 一等秘书 | 临时代办     | 筹备开馆 |
| 陈坦   | 不適用         | 不適用         | 1971年3月14日  | 1971年3月29日  | 不適用         | 不適用         | 1974年5月9日   | 大使     | 特命全权大使 |          |
| 胡景瑞 | 不適用         | 不適用         | 1974年8月29日  | 1974年9月5日   | 1979年11月29日 | 不適用         | 1979年10月     | 大使     | 特命全权大使 |          |
| 林松   | 1979年11月29日 | 不適用         | 1980年1月      | 1980年1月9日   | 1984年7月7日   | 1984年12月14日 | 1983年10月15日 | 大使     | 特命全权大使 |          |
| 刘芳圃 | 1984年7月7日   | 1984年12月14日 | 1984年7月26日  | 1984年8月1日   | 1986年9月5日   | 1987年1月28日  | 1986年12月     | 大使     | 特命全权大使 |          |
| 戴诗琪 | 1986年9月5日   | 1987年1月28日  | 1987年3月      | 1987年4月9日   | 1990年6月28日  | 1990年8月18日  | 1990年7月      | 大使     | 特命全权大使 |          |
| 王永成 | 1990年6月28日  | 1990年8月18日  | 1990年8月      | 1990年9月27日  | 1993年9月2日   | 1994年3月4日   | 1993年11月     | 大使     | 特命全权大使 |          |
| 徐绍海 | 1993年9月2日   | 1994年3月4日   | 1994年3月      | 1994年4月28日  | 1996年7月5日   | 1997年8月4日   | 1997年7月      | 大使     | 特命全权大使 |          |
| 于莲芝 | 1996年7月5日   | 不適用         | 未到任         | 不適用         | 1997年5月9日   | 不適用         | 不適用         | 大使     | 特命全权大使 |          |
| 陈怀龙 | 1997年5月9日   | 1997年8月4日   | 1997年8月      | 1997年8月21日  | 2000年7月8日   | 2000年12月4日  | 2000年11月     | 大使     | 特命全权大使 |          |
| 许昌财 | 2000年7月8日   | 2000年12月4日  | 2000年12月     | 2000年12月20日 |                | 2003年9月28日  | 2003年8月      | 大使     | 特命全权大使 |          |
| 汪晓源 |                | 2003年9月28日  | 2003年8月      | 2003年8月28日  | 2005年10月27日 | 2006年3月16日  | 2006年1月      | 大使     | 特命全权大使 |          |
| 李仲良 | 2005年10月27日 | 2006年3月16日  | 2006年2月      | 2006年3月23日  | 2007年8月30日  | 2008年3月25日  | 2007年11月     | 大使     | 特命全权大使 |          |
| 严小敏 | 2007年8月30日  | 2008年3月25日  | 2007年12月27日 | 2008年3月6日   | 2010年6月25日  | 2010年12月21日 | 2010年10月     | 大使     | 特命全权大使 |          |
| 王士雄 | 2010年6月25日  | 2010年12月21日 | 2010年11月14日 | 2010年12月3日  | 2012年10月26日 | 2013年4月11日  | 2013年2月      | 大使     | 特命全权大使 |          |
| 赵宏声 | 2012年10月26日 | 2013年4月11日  | 2013年3月25日  | 2013年4月19日  | 2016年9月3日   | 2017年1月6日   | 2016年12月     | 大使     | 特命全权大使 |          |
| 陈国友 | 2016年9月3日   | 2017年1月6日   | 2017年1月6日   | 2017年1月19日  | 2018年12月29日 | 2019年5月8日   | 2019年2月      | 大使     | 特命全权大使 |          |
| 亓玫   | 2018年12月29日 | 2019年5月8日   | 2019年4月26日  | 2019年7月11日  |                | 2024年1月17日  | 2022年10月     | 大使     | 特命全权大使 |          |
| 王文刚 |                | 2024年1月17日  | 2023年12月31日 | 2024年1月4日   | 现任           |                |                | 大使     | 特命全权大使 |          |